# Francis Meres
Francis Meres (? 1565 –? 29 de Janeiro de 1647) foi um eclesiástico e autor inglês.

## Carreira
Francis Meres nasceu em 1565 em Kirton Meres na paróquia de Kirton, Lincolnshire. Ele foi educado no Pembroke College, Cambridge. Seu parente, John Meres, foi alto xerife de Lincolnshire em 1596, e aparentemente o ajudou no início de sua carreira. Em 1602 tornou-se reitor de Wing, Rutland, onde também dirigiu uma escola.
Meres é especialmente conhecido por seu Palladis Tamia, Wits Treasury (1598), um livro comum que é importante como fonte sobre os poetas elisabetanos e, mais particularmente, como o primeiro relato crítico dos poemas e primeiras peças de William Shakespeare. Sua lista de peças de Shakespeare contribuiu para estabelecer sua cronologia. Um sermão intitulado Gods Arithmeticke (1597) e duas traduções do espanhol de Luís de Granada intituladas Granada's Devotion e The Sinners' Guide (1598) completam a lista de obras de Meres.